# Maximum Overdrive
A Maximum Overdrive a holland 2 Unlimited 4. kimásolt kislemeze a csapat 2. stúdióalbumáról a No Limits címűről.

## Előzmények
Maximum Overdrive 1993 novemberében jelent meg, mely mérsékelt siker volt csak a slágerlistákon, és az első Egyesült Királyságbeli kislemez, melyben benne hagyták Ray rapbetétjeit.

## Megjelenések
CD Maxi  Németország  ZYX Music – ZYX 7135-8
1. Maximum Overdrive (Radio Edit) 3:43 Engineer [Mix] – Peter Bulkens
2. Maximum Overdrive (Extended) 5:18 Engineer [Mix] – Peter Bulkens
3. Maximum Overdrive (Album Version) 3:58 Engineer [Mix] – Phil Wilde
4. Maximum Overdrive (Speedaumatic Remix) 5:45 Engineer [Mix] – Alan Ward, Remix – DJ Automatic, Otto van den Toorn
5. Maximum Overdrive (X-Out In Trance) 4:53 Engineer [Mix] – Alan Ward, Remix – Andy Janssens, X-Out

## Slágerlista
| Slágerlista(1993)                            | Legjobb helyezés |
| -------------------------------------------- | ---------------- |
| Australia (ARIA)                             | 32               |
| Austria (Ö3 Austria Top 40)                  | 13               |
| Belgium (Ultratop 50 Flanders)               | 4                |
| Finland (Suomen virallinen lista)            | 1                |
| France (SNEP)                                | 35               |
| Germany (Media Control Charts)               | 16               |
| Ireland (IRMA)                               | 11               |
| MTV Europe                                   | 3                |
| Netherlands (Dutch Top 40)                   | 5                |
| Spain (AFYVE)                                | 1                |
| Sweden (Sverigetopplistan)                   | 18               |
| Switzerland (Schweizer Hitparade)            | 23               |
| United Kingdom (The Official Charts Company) | 15               |

| Slágerlista(1993) | Helyezés |
| ----------------- | -------- |
| Dutch Top 40      | 85       |